# Esteban Solari
Esteban Andrés Solari Poggio (Rosário, 2 de Junho de 1980) é um treinador e ex-futebolista argentino que atuava como centroavante. Atualmente comanda o Johor DT, da Malásia.
É irmão de Santiago Solari, ex-futebolista que defendeu o Real Madrid.

## Carreira como jogador
Revelado pelo Estudiantes em 2001, Esteban Solari também defendeu Defensa y Justicia, Argentinos Juniors e Gimnasia de Jujuy no futebol argentino. Na Europa, o atacante passou por alguns países até fazer boa campanha com o cipriota APOEL e ser artilheiro da Super Liga Grega com o Xanthi.

## Títulos

### Como jogador
APOEL
- Copa do Chipre: 2005–06
- Campeonato Cipriota: 2006–07 e 2010–11
- Supercopa do Chipre: 2011

Apollon Limassol
- Copa do Chipre: 2012–13